# Catoptria ciliciellus
Catoptria ciliciellus là một loài bướm đêm trong họ Crambidae.